# Émile Boutin
Pour les articles homonymes, voir Émile Boutin (peintre) et Boutin.
Émile Boutin, né le 1er novembre 1919 à Segré et mort dans la nuit du 13 au 14 octobre 2013 à La Bernerie-en-Retz , est un historien français. Cofondateur avec Pierre Fréor, Dominique Pierrelée et Michel Lopez de la Société des historiens du Pays de Retz, il est l'auteur d'un grand nombre d'ouvrages à propos de ce territoire.
Il est officier des Palmes académiques.

## Biographie
Né en 1919, Émile Boutin fait ses études à Rennes avant de devenir enseignant de grec et de latin, puis grossiste en jouet. En 1943, il commence à écrire et achète une librairie, qu'il tiendra jusqu'à sa retraite. Son premier livre intitulé Le Pays de Retz et sa Côte de Jade est publié en 1973.
Avec Pierre Fréor, Michel Lopez et Dominique Pierrelée, il crée le 13 juillet 1981, la Société des Historiens du Pays de Retz dont il fut président.

## Publications
- Prigny et ses moustiers, 1975
- La Côte de Jade, 1980
- La Presqu'île guérandaise et sa Côte d'Amour, 1981
- L'Île d'Yeu, 1981
- Le Sel breton, 1983
- Pays de Retz, 1986
- Breton salt, 1987
- Nantes, 1987
- Ces dames de Retz, 1990
- La baie de Bretagne et sa contrebande, 1993
- Châteaux et manoirs en pays de Retz, 1995
- L'inattendue, 1996
- Chroniques d'une petite province, 1997
- Les Moutiers-en-Retz, 1998
- Au temps de Noirmoutier, 1998
- Le pain bénit, 1999
- Histoire religieuse du Pays de Retz, 1999
- Les Gondy de Retz, 2002
- Les grands naufrages de l'estuaire de la Loire, 2002
- La Bonne Vierge, 2003

Dans sa vie, au total, il aura écrit plus d'une vingtaine d’œuvres.